# 朔寧郡
朔寧郡（サンニョンぐん、さくねいぐん、朝鮮語: 삭녕군）は、かつて京畿道の北東部にあった郡で、1914年に郡の西南部が京畿道漣川郡、東北部が江原道鉄原郡にそれぞれ編入され、廃止された。
現在は、大部分の地域が軍事境界線の北側に属しており、東南部の一部地域だけを大韓民国が管轄するが、大韓民国の管轄地域は鉄原邑篤倹里を別にすれば、全域が京畿道漣川郡に属している。韓国側の旧朔寧郡地域は軍事境界線付近の無人地域になっており、漣川郡では北朝鮮側の地域も名目上の行政区画を設定している。

## 歴史
- 高句麗時代は所邑豆県と称されていた。
- 1403年に、僧嶺県が朔寧県に編入された。
- 1414年に、安峡郡を合併して安朔郡（朝鮮語版）となった。しかし、1416年には元に戻された。
- 1895年に、朔寧郡に昇格した。
- 1914年4月1日、郡内面、東面、西面、南面が漣川郡に、乃文面、寅目面、馬場面が江原道鉄原郡にそれぞれ編入されて朔寧郡は廃止された[1]。
  - 当時の朔寧郡にあったのは7面（郡内面、東面、西面、南面、乃文面、寅目面、馬場面）。
  - このうち、郡内面は漣川郡北面、西面と南面は一緒になって漣川郡西南面となった。
- 1934年4月1日、漣川郡北面と東面が統合されて、朔寧面と改称された。
- 1945年9月2日、米ソが38度線を境界として朝鮮半島を分割占領することとなり、朔寧郡だった地域はすべてソ連軍の軍政下に入った。
- 1952年12月、朝鮮民主主義人民共和国が、朔寧面と西南面を鉄原郡へ編入し、漣川郡（北朝鮮では련천군と表記する）を廃止した。
- 1953年7月27日、朝鮮戦争の結果、大韓民国が朔寧面の陶淵里（도연리）、魚積山里（어적산리）、笛音里（적음리）それぞれの一部、西南面の古荘里（고장리）の一部、寅目面の南側に当たる道密里（도밀리）、徳山里（덕산리）、葛峴里（갈현리）、薪峴里（신현리）と、乃文面篤倹里（독검리）の一部を収復した。
- 1954年11月17日、大韓民国が漣川郡朔寧面（삭녕면）の収復地区を中面（중면）に、西南面古荘里を旺澄面（왕징면）に、鉄原郡寅目面の収復地区を新西面（신서면）にそれぞれ編入した[2]。
- 1961年3月、朝鮮民主主義人民共和国が臨津江を境界として、その西側にあるかつての西南面の地域を、長豊郡に移管した。
- 1963年1月1日、大韓民国が鉄原郡新西面（寅目面の収復地区（朝鮮語版）を含む）を漣川郡に編入した[3]。
- 1972年12月28日、大韓民国が鉄原郡乃文面篤倹里を鉄原邑に編入した[4]。

## 下位行政区域
| 邑・面 | 法定里                                           | 改編後の行政区域 |
| ------ | ------------------------------------------------ | ---------------- |
| 郡内面 | 朔寧里、古馬里、大寺里、上馬山里、余尺里         | 漣川郡朔寧面     |
| 東面   | 陶淵里、魚積山里、笛音里、積洞山里、辰谷里       | 漣川郡朔寧面     |
| 西面   | 佳川里、冷井里、石屯里、率賢里、獐鶴里           | 漣川郡西南面     |
| 南面   | 貴存里、古荘里、伍炭里                           | 漣川郡西南面     |
| 乃文面 | 倉洞里、篤倹里、乃文里、馬放里、斑石里、五里洞里 | 鉄原郡乃文面     |
| 馬場面 | 長浦里、南院里、大田里、密巌里、往避里、立石里   | 鉄原郡馬場面     |
| 寅目面 | 道密里、薪峴里、葛峴里、徳山里、検寺里、承陽里   | 鉄原郡寅目面     |